# Charassocarcinus mayalis
Charassocarcinus mayalis är en kräftdjursart som först beskrevs av Eudes-deslongchamps 1878.  Charassocarcinus mayalis ingår i släktet Charassocarcinus, ordningen tiofotade kräftdjur, klassen storkräftor, fylumet leddjur och riket djur. Inga underarter finns listade i Catalogue of Life.